# آیزوبانگه
آیزوبانگه (به لاتین: Aizubange) یک منطقهٔ مسکونی در ژاپن است که در استان فوکوشیما واقع شده‌است. آیزوبانگه ۹۱٫۶۵ کیلومترمربع مساحت و ۱۶٬۴۵۸ نفر جمعیت دارد.